# OHJ MO
Die Triebwagen OHJ MO 25/26 wurden 1961 von der Maschinenbau Kiel mit den Fabriknummern 516 und 517 für die dänische Privatbahn Odsherred Jernbane zur Bedienung der Strecke von Nykøbing Sjælland nach Holbæk auf der Insel Seeland gebaut. Sie entsprechen in weiten Teilen der Bauserie MaK GDT.

## Geschichte
Der GDT wurde Anfang der 1950er Jahre von der Maschinenbau Kiel für Klein- und Privatbahnen entwickelt. Es wurden elf Triebwagen für norddeutsche Privatbahnen gebaut.
Die dänische Odsherreds Jernbane wurde von MaK mit zwei artverwandten Triebwagenzügen beliefert. Die 1961 gelieferten Fahrzeuge wurden dort als MO 25 und MO 26 eingereiht, die mit 66 Sitzplätzen ausgestatteten Fahrzeuge hatten Wagenübergänge und eine Höchstgeschwindigkeit von 120 km/h. Sie konnten bis zu drei vierachsige Reisezugwagen befördern.

## Technische Ausstattung
Die Motoren trieben jeweils die innenliegenden Achsen der Drehgestelle an.
Im Gegensatz zu dem an deutsche Privatbahnen gelieferten GDT hatten die Triebwagen eine Doppeltür in der Wagenmitte sowie eine Einzeltür an jedem Wagenende. Für den Übergang zu anderen Fahrzeugen besaßen sie Stirnwandübergänge mit versenkbaren Gummiwülsten. Sie waren mit einem Gepäckraum und einer Toilette ausgestattet.
Sie wurden in roter Farbgebung mit einer cremefarbenen Zierlinie und silbernem Dach ausgeliefert. Dabei besaßen sie an den Stirnseiten als Spitzensignal ein Licht mittig am Dach und eines rechts unter dem Führerstandsfenster. Bei einem Umbau wurde ein Dreilichtspitzensignal mit zwei zusätzlichen Schlussleuchten eingebaut.
MO 25 wurde am 3. März 1981 zu MaK nach Kiel überstellt, wo er ein neues Getriebe erhielt.
MO 26 wurde 1976 durch Vandalismus in Holbæk schwer beschädigt. Am 21. September 1979 wurde er bei einem Zusammenstoß mit einem LKW, bei dem acht Verletzte zu beklagen waren, erneut beschädigt. Die Instandsetzung übernahm MaK in Kiel, von wo er im Juni 1980 in den Plandienst zurückkehrte.
1997 erfolgte eine Modernisierung des MO 25, 1999 folgte MO 26. Sie erhielten an einem Ende einen Führerstand ohne Übergang und am anderen Wagenende einen Notführerstand mit Übergang. Die Zierlinie wurde durch eine weiße Doppellinie ersetzt. Die Inneneinrichtung wurde erneuert und die Drehfalttüren durch Schwenkschiebetüren ersetzt.

## Beiwagen Bl 230/31
Zu den Triebwagen wurden im gleichen Jahr die Beiwagen Bl 230 und Bl 231 beschafft. Sie hatten 84 Sitzplätze und zum Fahrgastwechsel zwei Doppeltüren.

## Steuerwagen Bls 230/31
Bl 230 wurde zwischen 1992 und 1993 zu einem Steuerwagen ausgebaut und erhielt dazu ein geschlossenes Wagenende. 1995 folgte Bl 231. Nach dem Umbau erhielten sie die Baureihenbezeichnung Bls mit gleichbleibenden Fahrzeugnummern.
Beim Umbau wurden die Fahrzeuge mit einem speziell für OHJ von der schwedischen Firma Hogia entwickelten Kommunikationssystem ausgestattet. Dies ermöglichte den Betrieb des Steuerwagens mit Lokomotiven des Typs OHJ MX.

## Einsätze
Neben dem Einsatz auf der Stammstrecke fuhren die Triebwagen Züge auf der DSB-Strecke Holbæk–Kopenhagen, wobei sie weitere Reisezugwagen mitführten. Auf diesem Streckenabschnitt konnten sie ihre hohe Geschwindigkeit ausnutzen.
Nach dem Umbau Ende der 1990er Jahre wurden Trieb- und Beiwagen fast nur noch als feste Doppeleinheiten betrieben. Fallweise wurden die Steuerwagen in lokomotivgeführten Zügen verwendet.

## Vestsjællands Lokalbaner A/S (VL)
2003 wurden mit dem Übergang der Odsherred Jernbane an Vestsjællands Lokalbaner A/S (VL) alle vier Fahrzeuge von der neuen Gesellschaft übernommen.

## Verbleib
Nachdem einer der beiden Züge 2007 bei einer Ausstellung im Eisenbahnmuseum in Odense gezeigt wurde, wurden beide Einheiten noch im gleichen Jahr an die Firma Henriksen in Aarhus zur Verschrottung verkauft.